# Dogs Eating Dogs
Dogs Eating Dogs EP — мини-альбом американской поп-панк группы Blink-182 выпущенный 18 декабря 2012 года. Альбом самостоятельно спродюсирован группой и Крисом Холмсом. Это также первый релиз выпущенный после расторжения контракта с Interscope/DGC в октябре 2012 года и последний записанный материал группы с Томом ДеЛонгом до его ухода в январе 2015 года.

## Список композиций
Слова и музыка всех песен — Марк Хоппус, Том ДеЛонг, и Трэвис Баркер.
| №                   | Название                                    | Длительность |
| ------------------- | ------------------------------------------- | ------------ |
| 1.                  | «When I Was Young»                          | 3:28         |
| 2.                  | «Dogs Eating Dogs»                          | 3:30         |
| 3.                  | «Disaster»                                  | 3:42         |
| 4.                  | «Boxing Day»                                | 3:59         |
| 5.                  | «Pretty Little Girl (совместно с Yelawolf)» | 4:20         |
| Общая длительность: | Общая длительность:                         | 19:00        |

## Состав
Blink-182
- Марк Хоппус — бас-гитара, вокал, гитара, продюсер
- Том Делонг — гитара, вокал, синтезатор, продюсер
- Трэвис Баркер — ударная установка, перкуссия, клавишные, синтезатор, продюсер

Продюсирование
- Крис Холмс — сопродюсер
- Аарон Рубин — инженер
- Франко Вескови — художник обложки

Приглашённые музыканты
- Yelawolf — вокал (Pretty Little Girl)

## Позиции в чартах
| Чарт (2012)                            | Наивысшая позиция |
| -------------------------------------- | ----------------- |
| Канада (Canadian Albums Chart)         | 21                |
| США (Billboard 200)                    | 23                |
| США (Billboard Top Alternative Albums) | 2                 |
| США (Billboard Top Rock Albums)        | 5                 |
| США (Billboard Digital Albums)         | 3                 |

## Критика
Альбом получил в основном положительные отзывы критиков. Скотт Хейзел из Alternative Press высоко оценил работу ещё до её релиза, назвав её «такой же сильной или даже сильнее любой песни из Neighborhoods». По мнению Кигана Илвонена из AbsolutePunk, альбом получился «освежающим», а также стал волнующим рубежом в карьере Blink-182: «Если группа продолжит в этом духе, то они обязательно удовлетворят не только своих поклонников, но и самих себя по мере взросления». По утверждению Криса Пейна из Billboard, альбом Dogs Eating Dogs является недооценённым.